# Trixagus cobosi
Trixagus cobosi is een keversoort uit de familie dwergkniptorren (Throscidae). De wetenschappelijke naam van de soort werd in 1980 gepubliceerd door Yensen.